# Simonsstéck
Simonsstéck är en kulle i Luxemburg. Den ligger i kommunen Weiswampach, i den norra delen av landet, 60 kilometer norr om staden Luxemburg. Toppen på Simonsstéck är 526 meter över havet.